# بيل وايت (لاعب كرة قاعدة أمريكي)
بيل وايت (بالإنجليزية: Bill White)‏ هو لاعب كرة قاعدة أمريكي، ولد في 1 مايو 1860 في بريدجبورت في الولايات المتحدة، وتوفي في 29 ديسمبر 1924 في بلايري في الولايات المتحدة.

## وصلات خارجية
- ويليام وايت على موقعبيزبول رفرنس.كوم (الدوري الرئيسي) (الإنجليزية)
- ويليام وايت على موقعبيزبول رفرنس.كوم (الدوري الثانوي) (الإنجليزية)